# Gran Huracán Colonial de 1635
Gran Huracán Colonial de 1635, fue un ciclón tropical severo que se dejó caer en Virginia y luego pasó por el sureste de Nueva Inglaterra en agosto de ese año. Hay pocos datos sobre esta tormenta, pero es probable que fuera el huracán más intenso que llegó a Nueva Inglaterra desde la colonización europea .

## Historia meteorológica

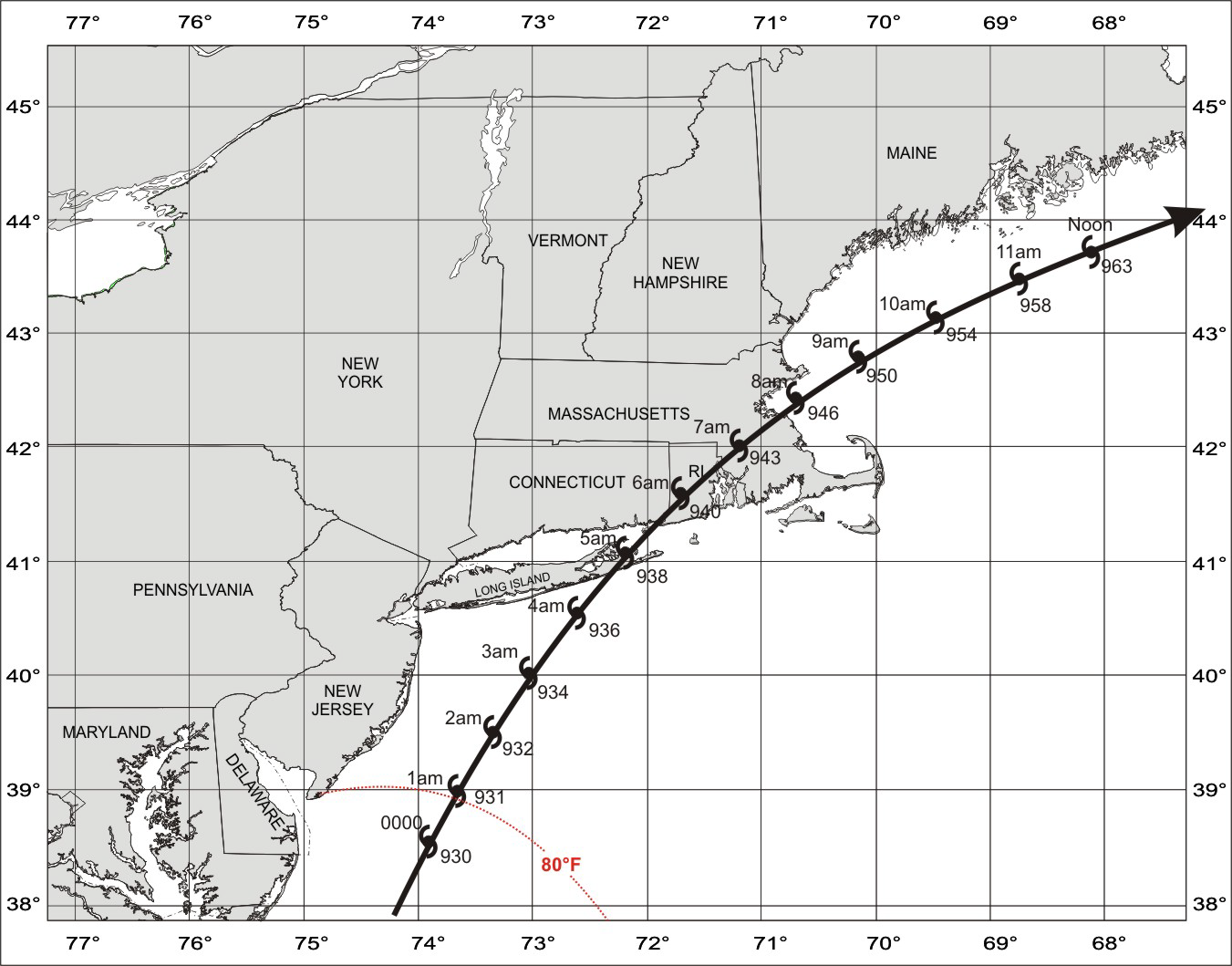
Mapa trazado del camino y de la intensidad de la tempestad según la escala Saffir-Simpson

La primera mención mencionada del Gran Huracán Colonial fue el 24 de agosto de 1635 en la Colonia de Virginia, a Jamestown. Afectó a Jamestown como un gran huracán, aunque no se puede encontrar información de los daños, probablemente porque el huracán evidentemente se trasladó rápidamente, al este del asentamiento.
Los gobernadores John Winthrop de la Colonia de la Bahía de Massachusetts y William Bradford de la Colonia de Plymouth registraron el Gran Huracán Colonial. Ambos describen vientos altos, una tormenta sobre el mar con olas de entre 4,3 y 6,1 m en la costa sur de Massachusetts y Rhode Island, y una gran destrucción.

## Impacto
Gran parte de la zona entre Providence y el río Piscataqua fue dañada por la tormenta, y algunos daños todavía se notaban 50 años después. El gobernador William Bradford escribió que la tormenta ahogó a diecisiete indios y tumbó o destruyó miles de árboles; también quedaron destruidas muchas casas.

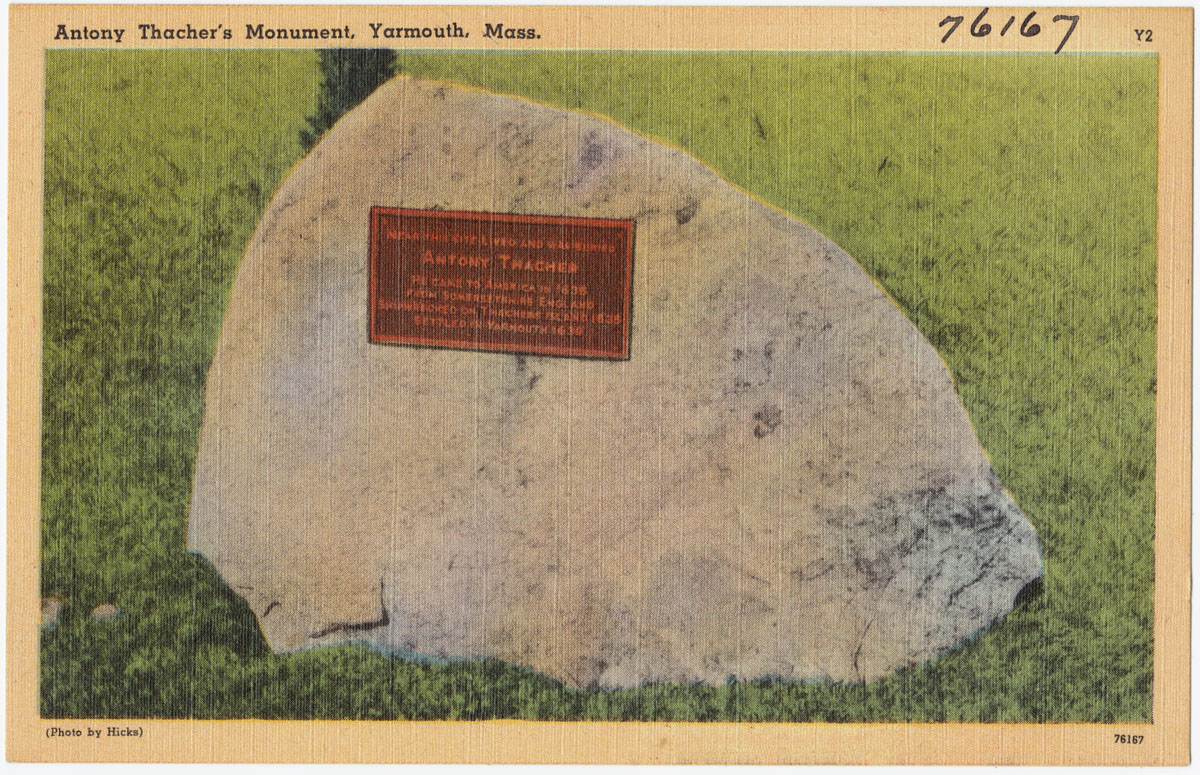
Postal que muestra el monumento a Antony Thacher.

La pequeña barca Watch and Wait propiedad de Isaac Allerton se hundió durante la tormenta en cabo Ann con 23 personas a bordo. Los únicos sobrevivientes fueron Antony Thacher y su esposa, que llegaron a la Isla Thacher. Thacher escribió más tarde sobre el naufragio. John Greenleaf Whittier basó su poema, The Swan Song of Parson Avery, en el relato de Thacher sobre la muerte del padre Joseph Avery en este naufragio.
En la bahía Narragansett , la marea subió 4,3 m por encima de la marea ordinaria y ahogó a ocho indios que huían de sus wigwams . El valor más alto registrado por el huracán en Nueva Inglaterra fue una marea de tormenta de 6,7 m registrada en algunas zonas.
La ciudad de Plymouth sufrió graves daños, con casas derribadas El viento destruyó un gran número de casas en el bosque cerca de Plymouth y en otros lugares en el este de Massachusetts. También destruyó el Aptucxet Trading Post de la colonia de Plymouth (situado en el lugar donde actualmente se encuentra Bourne, Massachusetts). El área de Boston no sufrió la marea como en las áreas más hacia el sur. El oleaje más cercano se acometió sobre las zonas bajas de Dorchester , arruinando las granjas y el paisaje. (según los informes de William Bradford y John Winthrop).

## Análisis moderno
La División de Investigación de Huracanes de la Administración Nacional Oceánica y Atmosférica ( NOAA) ha llevado a cabo un proyecto de reanálisis para volver a examinar los datos del Centro Nacional de Huracanes sobre los huracanes históricos. En asociación con el proyecto, Brian Jarvinen, exintegrante del NHC, usó modernos modelos computarizados de huracanes y mareas de tormenta para recrear una tormenta consistente con los relatos contemporáneos del huracán colonial.
Jarvinen calculó que la tormenta probablemente era un huracán de tipo Cabo Verde considerando su intensidad, que tomó un camino similar al Gran Huracán Atlántico de 1944 y al Huracán Edna de 1954. El ojo de la tormenta habría impactado en Long Island antes de moverse entre Boston y Plymouth. Probablemente hubiera sido un huracán de categoría 4 o 5 más al sur en el Atlántico, y al menos fue un fuerte huracán de categoría 3 al tocar tierra con vientos sostenidos de 201 km/h y una presión central de 938 mbar en la recalada de Long Island y 939 mbar en la tierra firme. Esta sería la toma de tierra conocida como huracán más intensa al norte de Cape Fear, Carolina del Norte, si de hecho es exacto. Jarvinen señaló que el huracán colonial pudo haber causado la mayor marea de tormenta a lo largo de la costa este de los Estados Unidos. En la historia registrada 6,1 m cerca de la cabeza de la bahía de Narragansett. Concluyó que "este fue probablemente el huracán más intenso en la historia de Nueva Inglaterra".
Una escarpa erosional en el oeste del Golfo de Maine puede ser un rastro del Gran Huracán Colonial.